# 非軍事化
非军事化是指一國减少或解散自己的武装力量，军事化則與之相反。例如英國在北爱尔兰實施非军事化後在當地削減安全和军事机构 ；哥斯大黎加憲法自1949年明文禁止常設軍隊，因此成為首例完全非軍事化的案例。非军事化是两次世界大战后许多国家實施的政策。例如第一次世界大战结束后，英国實施裁军。